# Клод Френска
Вижте пояснителната страница за други личности с името Клод Френска.
Клод Френска (на френски: Claude de France, на бретонски: Klaoda Bro-C'hall; * 13 октомври 1499, Роморантен, Франция; † 20 юли 1524, Блоа, Франция) е кралица на Франция от 1 януари 1515, съпруга на Франсоа I, и херцогиня на Бретан (1514 – 1524).

## Произход и брак
Тя е най-възрастната дъщеря на френския крал Луи XII и Анна Бретонска.
Клод е една от най-богатите наследници в Европа. Нейните родители, освен другите наследствени владения, ѝ завещават Бретан и Милано. Тя дълго време е искана от младия Карл Австрийски (по-късен император на Свещената римска империя под името Карл V), но въпреки благосклонното отношение на майка ѝ Анна Бретонска към него, този брак не се осъществява.
Крал Луи XII омъжва Клод за Франсоа Валоа, граф Ангулемски, което станало след смъртта на майка ѝ. Сватбата на Клод и Франсоа се състои на 18 май 1514 година.
- семейство
- Луи ХII – баща
- Ана Бретонска – майка
- Рене Френска – сестра
- Франсоа I – съпруг

## Кралица на Франция
На 1 януари 1515 година, след смъртта на Луи XII, съпругът на Клод го наследява на френския престол. В двора Клод постоянно е в сянката на своята свекърва Луиз Савойска и своята зълва Маргарита Валоа Ангулемска (френска писателка). Нейният брак с Франсоа не е щастлив.
Тя умира на 24-годишна възраст. Погребана е в базилката „Сен Дени“ в Париж.

## Деца
Клод ражда на Франсоа седем деца:
- Луиза Френска (19 август 1515 – 21 септември 1518)
- Шарлота;
- Франсоа (1518 – 1536), дофин на Франция, херцог Бретонски;
- Анри II (1519 – 1559), крал на Франция;
- Мадлен Валоа (1520 – 1537), омъжена за краля на Шотландия Джеймс V;
- Шарл Орлеан;
- Маргьорит (1523 – 1574), херцогиня дьо Бери, омъжена за Емануил Филиберто Савойски през 1559 година;

- портрети на децата
- Клод с дъщерите си и Елеонор Кастилска
- Луиза Френска
дъщеря
- Шарлота Френска
дъщеря
- Франсоа
син
- Анри II
син и наследник
- Мадлен Валоа
дъщеря
- Шарл Орлеан
син
- Маргьорит 
дъщеря

## Интересни факти
- Клод е кръстена на св. Клод, към когото Анна Бретонска прави оброк, желаейки да роди живо дете.
- На името на Клод е назован сорт слива – „ренклод“, буквално означаващ кралица Клод.
- Известен е молитвеник на Клод, който се съхранява в Кеймбридж.